# Olympische Sommerspiele 1936/Ringen – Freistil Schwergewicht (Männer)
Das Freistilringen im Schwergewicht bei den Olympischen Sommerspielen 1936 wurde vom 3. bis 4. August in der Deutschlandhalle ausgetragen. Pro Nation durfte maximal ein Athlet antreten. Das zulässige Körpergewicht eines Athleten musste über 87 kg betragen.
Der Wettbewerb wurde nach einem Ausscheidungssystem mit Minuspunkten ausgetragen. In jeder Runde hatte jeder Athlet einen Kampf. Bei ungerader Anzahl an Athleten hatte ein Athlet ein Freilos. Der Verlierer eines Kampfes erhielt 3 Minuspunkte, wenn er durch einen Schultersieg seines Gegner unterlag oder mit 0:3 Punkten den Kampf verlor. Zwei Minuspunkte erhielt der Athlet bei einer Niederlage von 1:2 Punkten. Der Sieger erhielt einen Minuspunkt, wenn er nach Punkten gewann, und 0 Minuspunkte, wenn der Sieg durch Schultersieg erfolgte. Am Ende jeder Runde wurde jeder Athlet mit mehr als 4 Minuspunkten eliminiert.

## Zeitplan
| Datum          | Runde                                   |
| -------------- | --------------------------------------- |
| 3. August 1936 | Runde 1                                 |
| 4. August 1936 | Runde 2 Runde 3 Runde 4 Runde 5 Runde 6 |

## Ergebnisse

### Runde 1
| Sieger            | Nation     | Art des Sieges          | Verlierer     | Nation             |
| ----------------- | ---------- | ----------------------- | ------------- | ------------------ |
| Kristjan Palusalu | Estland    | Schultersieg            | Josef Klapuch | Tschechoslowakei   |
| Mehmet Çoban      | Türkei     | Punkteentscheidung, 3–0 | Léon Charlier | Belgien            |
| Werner Bürki      | Schweiz    | Punkteentscheidung, 2–1 | Georg Gehring | Deutsches Reich    |
| Nils Åkerlindh    | Schweden   | Schultersieg            | Roy Dunn      | Vereinigte Staaten |
| Hjalmar Nyström   | Finnland   | Schultersieg            | George Chiga  | Kanada             |
| Robert Herland    | Frankreich | Freilos                 |               |                    |

| Rang | Athlet            | Nation             | Minuspunkte |
| ---- | ----------------- | ------------------ | ----------- |
| 1    | Nils Åkerlindh    | Schweden           | 0           |
| 1    | Robert Herland    | Frankreich         | 0           |
| 1    | Hjalmar Nyström   | Finnland           | 0           |
| 1    | Kristjan Palusalu | Estland            | 0           |
| 5    | Werner Bürki      | Schweiz            | 1           |
| 5    | Mehmet Çoban      | Türkei             | 1           |
| 7    | Georg Gehring     | Deutsches Reich    | 2           |
| 8    | Léon Charlier     | Belgien            | 3           |
| 8    | George Chiga      | Kanada             | 3           |
| 8    | Roy Dunn          | Vereinigte Staaten | 3           |
| 8    | Josef Klapuch     | Tschechoslowakei   | 3           |

### Runde 2
| Sieger            | Nation           | Art des Sieges          | Verlierer       | Nation             |
| ----------------- | ---------------- | ----------------------- | --------------- | ------------------ |
| Kristjan Palusalu | Estland          | Schultersieg            | Robert Herland  | Frankreich         |
| Josef Klapuch     | Tschechoslowakei | Schultersieg            | Léon Charlier   | Belgien            |
| Georg Gehring     | Deutsches Reich  | Schultersieg            | Mehmet Çoban    | Türkei             |
| Werner Bürki      | Schweiz          | Schultersieg            | Roy Dunn        | Vereinigte Staaten |
| Nils Åkerlindh    | Schweden         | Punkteentscheidung, 2–1 | Hjalmar Nyström | Finnland           |
| George Chiga      | Kanada           | Freilos                 |                 |                    |

| Rang | Athlet            | Nation             | Minuspunkte |
| ---- | ----------------- | ------------------ | ----------- |
| 1    | Kristjan Palusalu | Estland            | 0           |
| 2    | Nils Åkerlindh    | Schweden           | 1           |
| 2    | Werner Bürki      | Schweiz            | 1           |
| 4    | Georg Gehring     | Deutsches Reich    | 2           |
| 4    | Hjalmar Nyström   | Finnland           | 2           |
| 6    | George Chiga      | Kanada             | 3           |
| 6    | Robert Herland    | Frankreich         | 3           |
| 6    | Josef Klapuch     | Tschechoslowakei   | 3           |
| 9    | Mehmet Çoban      | Türkei             | 4           |
| 10   | Léon Charlier     | Belgien            | 6           |
| 11   | Roy Dunn          | Vereinigte Staaten | 6           |

### Round 3
| Sieger            | Nation           | Art des Sieges          | Verlierer     | Nation          |
| ----------------- | ---------------- | ----------------------- | ------------- | --------------- |
| Robert Herland    | Frankreich       | Schultersieg            | George Chiga  | Kanada          |
| Kristjan Palusalu | Estland          | Punkteentscheidung, 3–0 | Mehmet Çoban  | Türkei          |
| Josef Klapuch     | Tschechoslowakei | Punkteentscheidung, 3–0 | Georg Gehring | Deutsches Reich |
| Nils Åkerlindh    | Schweden         | Schultersieg            | Werner Bürki  | Schweiz         |
| Hjalmar Nyström   | Finnland         | Freilos                 |               |                 |

| Rang | Athlet            | Nation           | Minuspunkte |
| ---- | ----------------- | ---------------- | ----------- |
| 1    | Kristjan Palusalu | Estland          | 1           |
| 1    | Nils Åkerlindh    | Schweden         | 1           |
| 3    | Hjalmar Nyström   | Finnland         | 2           |
| 4    | Robert Herland    | Frankreich       | 3           |
| 5    | Werner Bürki      | Schweiz          | 4           |
| 5    | Josef Klapuch     | Tschechoslowakei | 4           |
| 7    | Georg Gehring     | Deutsches Reich  | 5           |
| 8    | George Chiga      | Kanada           | 6           |
| 9    | Mehmet Çoban      | Türkei           | 7           |

### Runde 4
| Sieger            | Nation           | Art des Sieges | Verlierer      | Nation     |
| ----------------- | ---------------- | -------------- | -------------- | ---------- |
| Hjalmar Nyström   | Finnland         | Schultersieg   | Robert Herland | Frankreich |
| Kristjan Palusalu | Estland          | Schultersieg   | Werner Bürki   | Schweiz    |
| Josef Klapuch     | Tschechoslowakei | Schultersieg   | Nils Åkerlindh | Schweden   |

| Rang | Athlet            | Nation           | Minuspunkte |
| ---- | ----------------- | ---------------- | ----------- |
| 1    | Kristjan Palusalu | Estland          | 1           |
| 2    | Hjalmar Nyström   | Finnland         | 2           |
| 3    | Josef Klapuch     | Tschechoslowakei | 4           |
| 4    | Nils Åkerlindh    | Schweden         | 4 (WD)      |
| 5    | Robert Herland    | Frankreich       | 6           |
| 6    | Werner Bürki      | Schweiz          | 7           |

### Runde 5
| Sieger            | Nation           | Art des Sieges          | Verlierer       | Nation   |
| ----------------- | ---------------- | ----------------------- | --------------- | -------- |
| Kristjan Palusalu | Estland          | Punkteentscheidung, 3–0 | Hjalmar Nyström | Finnland |
| Josef Klapuch     | Tschechoslowakei | Freilos                 |                 |          |

| Rang | Athlet            | Nation           | Minuspunkte |
| ---- | ----------------- | ---------------- | ----------- |
| 1    | Kristjan Palusalu | Estland          | 2           |
| 2    | Josef Klapuch     | Tschechoslowakei | 4           |
| 3    | Hjalmar Nyström   | Finnland         | 5           |